# Premiers entrepreneurs du charbon britannique
Les Premiers entrepreneurs du charbon britannique ont innové très tôt en rentabilisant leur charbon par des fabriques de verre, de céramique, de briques ou de sel raffiné situées en général à proximité des gisements. Ils ont aussi pris de l'avance technologique en bâtissant des mines sous la mer dès le XVIIe siècle ainsi que des voies acheminant des wagonnets, des pompes permettant le drainage de l'eau ou des canaux pour diminuer le coût de livraison de leur charbon, ce qui a permis au Royaume-Uni d'être très tôt et de très loin le premier producteur mondial.

## Pomper l'eau, faire rouler les chargements, utiliser la coke pour l'acier: trois avancées en quinze ans
La machine à pomper l'eau des mines dont Thomas Savery déposa un brevet en 1698 et qui fut améliorée une dizaine d'années plus tard par Thomas Newcomen a permis des progrès important, en particulier celui de creuser plus profond, sans craindre le ruissellement de l'eau dans les galeries ou tout simplement le long des parois du puits.
La machine permet de pomper 500 litres à la minute et de descendre à quarante-mètres sous terre. En 1750, une centaine d'entre elles équipent déjà les mines de charbon d'Angleterre, permettant de creuser plus profond et d'augmenter la production à une vitesse très rapide. En Écosse, elles sont multipliées par cinq entre 1700 et 1800 et représentent le tiers de celle du pays. La machine a cependant pour inconvénient de consommer beaucoup de charbon.
Les mines descendant plus profond, cette machine n'est par ailleurs pas jugée assez puissante. Le futur inventeur de la machine à vapeur, l'écossais James Watt, l'étudie pour tenter de l'améliorer, en partenariat avec John Roebuck, scientifique et entrepreneur d'une mine de charbon en Écosse, qui est régulièrement inondée. Finalement James Watt décide de s'allier avec d'autres partenaires, comme le fabricant d'acier John Wilkinson.
Autre innovation très importante des mines anglaises, les rails faits de simples barres de bois sur lesquelles circulaient des chariots également de bois", mais « généralement complétée par un rebord externe qui empêchait la roue de sortir du rail », soit dix fois plus que la France. S'ils existaient depuis longtemps, ces rails sont développés sur longue distance par Charles Montagu (1658-1721) à partir de 1699: avec un trajet de six kilomètres, la voie permet d'étendre considérablement le champ d'extraction des Mines de charbon de Newcastle jusque-là confiné aux abords les plus proches de la rivière Tyne, le long de vallée qui descend vers le port de Newcastle. La substitution de rails en fonte aux rails de bois s'opère à partir de 1767, l'année où se développe la fonte au coke chez John Wilkinson et John Roebuck. Elle permet d'élargir encore le périmètre d'extraction.
Par ailleurs, les usages du charbon vont croissant. La substitution de la coke, (du charbon de terre cuit) au charbon de bois pour faire de la fonte est opérée dès 1709 par Abraham Darby, mais cette fonte est encore fragile et coûteuse. La demande de charbon est aussi dopée par le développement des usines de briques, tuiles, céramiques et verre, ou les brasseries.

## La croissance très rapide entre 1700 et 1800
La production anglaise fut très tôt significative, dans l'Angleterre élizabéthaine, avec 35 000 tonnes en 1560 et 200 000 tonnes quarante plus tard, permettant à un poète anglais de déclamer en 1650 : Correct your maps, Newcastle is Peru, selon Fernand Braudel. Cependant, l'industrie charbonnière a dans un premier temps été tirée surtout par la demande, l'offre ne s'ajustant vraiment qu'au XVIIIe siècle.
Le doublement de la population anglaise entre 1530 et 1650 créa des besoins en charbon, la forêt ne suffisant plus. Un indice composite (reconstitué au XXe siècle) montre que, sur cette période, la moyenne des prix des charbons anglais, tirée par la forte demande, a progressé de presque 80 % en suivant une courbe assez accidentée mais quasiment toujours en progression. Il faut cependant attendre les innovations de la période 1695 à 1710 (pompage des galeries, rails sur grande longueur et fonte au coke) pour que la production accélère vraiment et soit en mesure de faire face à la demande puis de faire baisser les prix.
Dès 1800, les Mines de charbon de Newcastle produisent 1,4 million de tonnes, soit trois fois plus qu'un siècle avant. Les autres régions, plus au sud, croissent un peu plus tard mais encore plus vite et s'imposent au XIXe siècle. Au total, l'Angleterre produit six millions de tonnes en 1790.
La substitution de rails de fonte aux rails de bois s'opère à partir de 1767, et accélère le mouvement dans le dernier tiers du siècle. De pair avec la multiplication du nombre de canaux, qui suit les Aménagements de rivière en Angleterre, il augmente considérablement le nombre de gisements accessibles à un coût raisonnable, sur fond de division par deux du coût moyen, ce qui stimule aussi à nouveau la demande.
Dans une étude réalisée en 1815, le baron Charles Dupin constate que la longueur des voies ferrées, sans locomotive mais avec des wagons pleins de charbon, est de 76 lieues dans les Mines de charbon de Newcastle et de près d'une centaine de lieues dans le comté de Glamorgan, au cœur du réseau des Mines de charbon du Pays de Galles. Selon ce rapport, la longueur la plus étendue est celles des "projets présentés aux capitalistes" aux alentours d'Édimbourg et Glasgow, au centre des Mines de charbon d'Écosse.

## Six innovateurs, dont cinq à partir des années 1700
George Bruce de Carnock, également producteur de sel sur les terres d'une abbaye confiée à son cousin, a innové dès 1607 dans les mines de charbon d'Écosse en installant une île artificielle sur l'embouchure de la rivière, permettant d'accéder au gisement sous-marin et l'un de ses trois puits, le plus exposé au ruissellement, était drainé par un système actionné par une roue hydraulique, ce qui permettait de creuser la terre jusqu'à une profondeur d'une quinzaine de mètres. Un siècle et demi plus tard, la région profitera de la voie d'acheminement terrestre construite par Sir John Anstruther.
Charles Montagu (1658-1721) a donné un coup d'accélérateur aux mines de charbon de Newcastle car il a utilisé dès 1692 des wagonnets en bois, dont il reste des traces, et surtout lancé la construction d'un parcours de 6 kilomètres, fait de rails de bois, qui l'a aidé à relier sa mine de Gibside (Hutton), trop éloignée de la rivière à son autre mine, Benwell, proche de la rivière Tyne, voie naturelle d'écoulement du charbon vers le Port de Newcastle. Dès 1671 Sir Thomas Lyddell avait relié sa mine de Ravensworth à la Tyne mais sur à peine quelques centaines de mètres.
En 1720, la famille Montagu avait des actions dans onze sociétés minières de la région tandis que George Liddell et William Cotesworth sont actionnaires dans six autres, après rejoint les courtiers en charbon Robert Wright et Thomas Brumell dans la mine de Bucksnook, dont 3/8 avait été vendu au propriétaire terrien Gilbert Spearman. La plupart de ces premiers entrepreneurs du charbon britannique se sont tenus à l'écart des grandes spéculations de Londres.Parmi eux, William Blakiston Bowes achète en 1713 le magnifique château de Gibside.
Avec d'autres entrepreneurs de la région, elle multiplie ces voies. En 1712, Thomas Brumell et Sir John Clavering en ouvrent une nouvelle reliant les mines de Byermoor, Lintz et Bucksnook à Derwenthaugh en passant par Burnopfield et Swalwell, abandonnée en 1726 alors qu'en 1721 une rivale, la Western Way, a été construite par la famille Bowes, elle-même rendu obsolète par l'ouverture en 1739 d'une voie reliant la partie ouest de vallée de Derwent, longue de plus de 15 kilomètres, à Derwenthaugh.
Le député George Pitt visite ce réseau, mais William Davison lui réclame un droit de passage car seule le charbon passe gratuitement. En novembre 1726, les familles Montagu, Wortley, Ord, Liddell et Bowes, créent l'association "Les grands alliés" visant à faciliter le passage des wagons dans le canton de Durham et aboutit à construire l'Arche de Tanfield, haute de 20 mètres et laissant passer deux voies, au-dessus d'une vallée adjacente, dans le comté de Durham), qui coûta 1.200 sterling. La voie passe aussi sur la digue de Beckley Burn, qui fait 35 mètres de haut. Ce réseau permettra à l'agglomération urbaine Newcastle d'avoir en 1838 le premier réseau ferré urbain complet du monde.
En 1765, Gabriel Jars de l'Académie des sciences raconte dans ses "Voyages Métallurgiques" que le réseau "est en permanence couvert de wagons" et constate qu'une même norme s'est imposée partout: "la largeur interieure du chemin" de 4 pieds. Son "Recueil des Arts et Métiers", publié en 1773 cinq ans après sa mort, observe qu'une partie du matériel, les roues, est en acier et que les chevaux tirent les wagons. Mais dès 1734, un brevet de 1731 pour des roues et des rails en acier est utilisé partiellement. Les rails de bois sont doublés, pour gagner du temps en cas de réparation, et importés du sud de l'Angleterre. Les rails n'auraient été utilisés qu'en 1778 en sous-sol.
George Stephenson, l'inventeur de la première vraie locomotive en 1817, travaillait sur le réseau de voies des mines de charbon de Newcastle, dans la mine de Longbenton, où il fait circuler une locomotive expérimentale dès 1814, tandis qu'à la mine de Wylam, John Whinfield, de Gateshead, fit entrer en service dès 1805 une locomotive de Pen-y-Darren du type de celle inventée en 1804 par Richard Trevithick, ce qui amène à refaire la ligne en 1808, avec des rails plats en forme de L. Dans une autre mine, en 1809, 10 000 personnes assistent à la remontée de wagons à l'aide d'une machine à vapeur, organisée par Samuel Cooke.
Les mines de charbon du Pays de Galles ont profité elle au tout début du XVIIIe siècle des raffineries de cuivre de Sir Humphrey Mackworth, qui ont augmenté très progressivement les besoins en charbon. Cette région bénéficiera surtout de la carte du sous-sol d'Angleterre tracée par William Smith (1769-1839), souvent considéré comme premier géologue britannique, un stage dans une mine de charbon lui donnant l’intuition de la stratigraphie, en comparant sa collection de fossiles et les roches les entourant. Les mines de charbon du Pays de Galles profitèrent aussi des investissements de John Crichton-Stuart (2e marquis de Bute)(1793-1848), magistrat de la ville de Cardiff, qui modernisa le port et acheta de nombreuses terres pour encourager le commerce du charbon. Ses revenus firent de lui un des aristocrates les plus fortunés de Grande-Bretagne.
Les mines de charbon du Lancashire ont connu, comme celles du Pays de Galles une croissance plus tardive, favorisée dans les deux cas par une distance plus proche des grands centres urbains, proximité renforcée par les  très nombreux aménagements de rivière en Angleterre, réalisés surtout dans cette région dès la fin du XVIIe siècle, en particulier la Navigation Douglas au nord du bassin houiller, et la Mersey and Irwell Navigation, au sud de ce même bassin. Ces travaux d'envergure sont relayés progressivement par un réseau de canaux très dense, dont les premiers sont le Sankey Canal de 1757 et le canal de Bridgewater de 1761.
Entrepreneur emblématique de ces mines de charbon du Lancashire, Francis Egerton (3e duc de Bridgewater) s'endette très jeune pour faire creuser ce Canal de Bridgewater de Worsley (Lancashire) à Manchester pour le transport de charbon extrait de mines situées sur ses terres de Worsley, où plusieurs galeries déversent leur eau directement vers le canal, qui plus loin fait sensation avec son fameux pont-canal au-dessus de l'Irwell, bâti par le célèbre ingénieur James Brindley. À sa mort Francis Egerton (3e duc de Bridgewater) était le noble le plus riche de Grande-Bretagne, avec une fortune de quelque 2 millions de livres, après avoir été endetté tout le reste de sa vie.